# Tulerpeton curtum
Tulerpeton curtum és una espècie extinta de tetrapodomorf, l'única del gènere Tulerpeton i de la família dels tulerpètids (Tulerpetidae). Se n'han trobat fòssils del Famennià (Devonià superior) a la regió de Tula (Rússia). Se'l considera un dels primers tetràpodes autèntics a aparèixer. Es diferencia dels «tetràpodes aquàtics» menys desenvolupats (com Acanthostega o Ichthyostega) per tenir extremitats més robustes. Malgrat aquesta robustesa, Tulerpeton manca d'autèntiques articulacions del canell i del turmell. A més, els seus membres semblen més adaptats per nedar amb força que per caminar.
De totes maneres, és un candidat a l'amniota més basal.